# Madeline Kahn
Madeline Kahn (właściwie Madeline Gail Wolfson, ur. 29 września 1942 w Bostonie, zm. 3 grudnia 1999 w Nowym Jorku) – amerykańska aktorka, komiczka, aktorka głosowa i piosenkarka. Znana najbardziej z ról komediowych w filmach Petera Bogdanovicha i Mela Brooksa, m.in. No i co, doktorku? (1972), Młody Frankenstein (1974), Lęk wysokości (1977), Historia świata: Część I (1981), a także z ról, za które była nominowana do Oscara dla najlepszej aktorki drugoplanowej - Papierowy księżyc (1973) i Płonące siodła (1974).

## Życiorys
Kahn urodziła się w Bostonie, jako córka Bernarda B. Wolfsona, producenta odzieży i jego żony, Fredy (z domu Goldberg). Wychowywała się w nieortodoksyjnej rodzinie żydowskiej. Jej rodzice rozwiedli się, kiedy miała 2 lata, wskutek czego jej matka przeprowadziła się z nią do Nowego Jorku. W 1953, Freda wyszła za mąż za Hillerego Kahna, który później adoptował Madeline. Freda, jej matka, zmieniła swoje imię i nazwisko na Paulę Kehn. Madeline Kahn miała przyrodnie rodzeństwo – Jeffreya (z małżeństwa matki z Kahnem) i Robyna (z drugiego małżeństwa z Bernardem B. Wolfsonem).
W październiku 1999 roku, dwa miesiące przed swoją śmiercią, poślubiła Johna Hansbury’ego. Zmarła 3 grudnia 1999 na raka jajnika.

## Filmografia
- 2007 – The Magic 7
- 1999 – Judy Berlin
- 1998 – Dawno temu w trawie (A Bug’s Life)
- 1996 – London Suite
- 1996 – Tylko z miłości (For Love Alone: The Ivana Trump Story)
- 1995 – Nixon
- 1995 – New York News
- 1994 – Wariackie święta (Mixed Nuts)
- 1990 – Wesele Betsy (Betsy’s Wedding)
- 1988 – Sesame Street Special
- 1987 – Mr. President
- 1986 – Comic Relief
- 1986 – My Little Pony: The Movie
- 1986 – Amerykańska opowieść (An American Tail)
- 1985 – Trop (Clue)
- 1984 – Gorący towar (City Heat)
- 1983 – Oh Madeline
- 1983 – Żółtobrody (Yellowbeard)
- 1982 – Slapstick (Slapstick (Of Another Kind))
- 1981 – Historia świata: Część I (History of the World: Part I)
- 1980 – Happy Birthday, Gemini
- 1980 – Wholly Moses!
- 1980 – Simon
- 1979 – Wielka wyprawa muppetów (The Muppet Movie)
- 1978 – Tani detektyw (The Cheap Detective)
- 1977 – Lęk wysokości (High Anxiety)
- 1975 – Przygody najsprytniejszego z braci Holmesów (The Adventure of Sherlock Holmes’ Smarter Brother)
- 1975 – Ostatnia miłość (At Long Last Love)
- 1974 – Młody Frankenstein (Young Frankenstein)
- 1974 – Płonące Siodła (Blazing Saddles)
- 1973 – Papierowy księżyc (Paper Moon)
- 1972 – Harvey
- 1972 – No i co, doktorku? (What’s Up, Doc?)

## Nagrody
- 1984 – nominacja do Złotego Globu dla najlepszej aktorki w serialu telewizyjnym Oh Madeline
- 1975 – nominacja do Oscara dla najlepszej aktorki drugoplanowej za film Płonące Siodła
- 1975 – nominacja do Złotego Globu dla najlepszej aktorki drugoplanowej za film Młody Frankenstein
- 1974 – nominacja do Oscara dla najlepszej aktorki drugoplanowej za film Papierowy księżyc
- 1974 – nominacja do Złotego Globu dla najlepszej aktorki drugoplanowej za film Papierowy księżyc
- 1973 – nominacja do Złotego Globu dla najbardziej obiecującego debiutu kobiecego za film No i co, doktorku?